# 凡星
《凡星》是香港虛擬銀行天星銀行（Airstar）於2021年推出的「音樂劇場」式網絡廣告及電視廣告，又稱為「天星銀行airstar音樂劇場：找對地方，每個人都可以發光」；凡星亦是該廣告的主題曲名稱，由參與演出的香港唱作女歌手陳蕾包辦作曲、填詞及演唱。

## 廣告簡介
此廣告由女歌手陳蕾、新晉男歌手張天賦（同為香港華納唱片旗下），以及資深音樂人Eric Kwok主演，他們演出的角色形象與本人身份近似。這次亦是陳蕾及張天賦首次演出電視廣告。
陳蕾飾演一名為追夢不惜一切，變賣家當、打多份工幫補生計的街頭歌手，她的努力感動了本已放棄理想、向現實妥協的中年男歌手兼經理人（Eric Kwok飾），經理人終助她辦成一個個人演唱會，其經歷亦感動了一位仍在追夢的新晉街頭歌手（張天賦飾）。該些情節正恰切反映陳蕾在樂壇發展的真實經歷。
廣告標語為「找對地方，盡情發光」。
此廣告於香港不同地點耗時三天拍攝。

## 主題曲
主題曲凡星由身為唱作歌手的陳蕾包辦作曲、填詞及演唱。她以半個月時間完成曲、詞創作，是截至2023年為止最快完成的作品。歌詞配合廣告的勵志情節，以「平凡」亦能「發光」為觀點，其中「誰都可發光，只要找對地方」是點題及最具代表性的一句。而歌曲的宗旨就是「重拾自信讓我做我的主角」。陳蕾離開廣州的家人，獨自到香港發展事業，經過多年後才逐漸獲得成功，歌詞「用盡努力但求要你替我感到驕傲 可在親友面前提到 亦不會像從前那般吞吐」反映了她曾經的心聲。
此歌於2021年8月15日以單曲形式於音樂串流平台發行，並沒有派台。
在廣告結尾有張天賦在街頭演唱此歌的片段。他在2023年1月的個人演唱會上完整地翻唱了此歌。

## 迴響
廣告於社交平台首播，不足一天已獲35萬人次觀看，不少觀眾認為故事感人。
主題曲凡星於Apple Music的「2023百大熱門歌曲：港澳」排行榜中，排名第60位，是唯一上榜的香港女歌手作品。
陳蕾的歌曲類型、題材多變，常發表非主流作品，而主題勵志、屬於主流類型的廣告歌凡星成為她較深入民心的一首作品，也是點擊率最高的音樂影片，被視為提升了她的知名度。此歌亦常被不同歌手翻唱。此歌亦成為2020年代香港足球賽事中較常見應援、暖場歌曲之一。
2024年3月香港運輸及物流局局長林世雄出席國泰航空一項人才培訓計劃的開啟典禮，他致辭時引用了凡星歌詞「誰都可發光，只要找對地方」勉勵學員。
2024年協康會於4月舉辦「自閉症關注周」以凡星中的具代表性的勵志歌詞「誰都可以發光 只要找對地方」為主題，讓大眾更了解不同類型的自閉症人士及其照顧者，讓他們在對的地方發光發亮，並以此為主題舉辦首次慈善才藝比賽，幫助有SEN學童發展才藝。
香港電視台無綫電視2024年的台慶節目中，有一個介紹新晉藝人的環節「值得被看見的凡星」，當中由四十多位新晉藝人合唱兼演奏凡星。原唱者陳蕾自走紅後鮮與無綫電視有所交集，此安排被視為難得。

## 備註
1. ↑  當以吸引新客戶為主要目標。
2. ↑  除凡星外，陳蕾過往亦不乏鼓勵自己乃至聽眾的歌曲[11]，如熒光及相信一切是最好的安排，但她在2022年的專訪中表示已寫夠了這類歌詞，希望多寫代入他人角度以及關於社會的題材。[15]